# New Scientist
New Scientist — щотижневий науково-популярний журнал англійською мовою, з 1996 року також підтримується сайт, на якому публікуються поточні дослідження в науці і технології для широкого кола читачів. Журнал був заснований в 1956 році і публікується видавництвом Reed Business Information. Головний офіс знаходиться в Лондоні, публікуються американське, британське, австралійське і російське видання.
На відміну від таких журналів, як Science або Nature, New Scientist також публікує статті, які не пройшли рецензування. Зміст журналу варіюється від поточних досліджень і новин науки до спекуляцій на технічні та філософські теми.